# 117
117 — невисокосний рік, що почався в п'ятницю за григоріанським календарем.
Римська імперія •  Парфянське царство •  Кушанське царство •  Східна Хань •  Сармати

## Геополітична ситуація
На чолі Римської імперії імператора Траяна змінив Адріан (до 138). Імперія досягла своїх найбільших розмірів і займає Апеннінський, Піренейський та Балканський півострови, Галлію, частину Британії, Близький Схід, Північну Африку включно з Єгиптом.
Наймогутніша держава центральної Азії — Парфянське царство. Наймогутніша держава Індостану — Кушанське царство. Династія Хань править у Китаї. Корейський півострів ділять між собою Три корейські держави.
Триває докласичний період цивілізації мая.
На території майбутньої України, в степах Причорномор'я, мешкають сармати, північніше — племена Черняхівської культури.

## Події

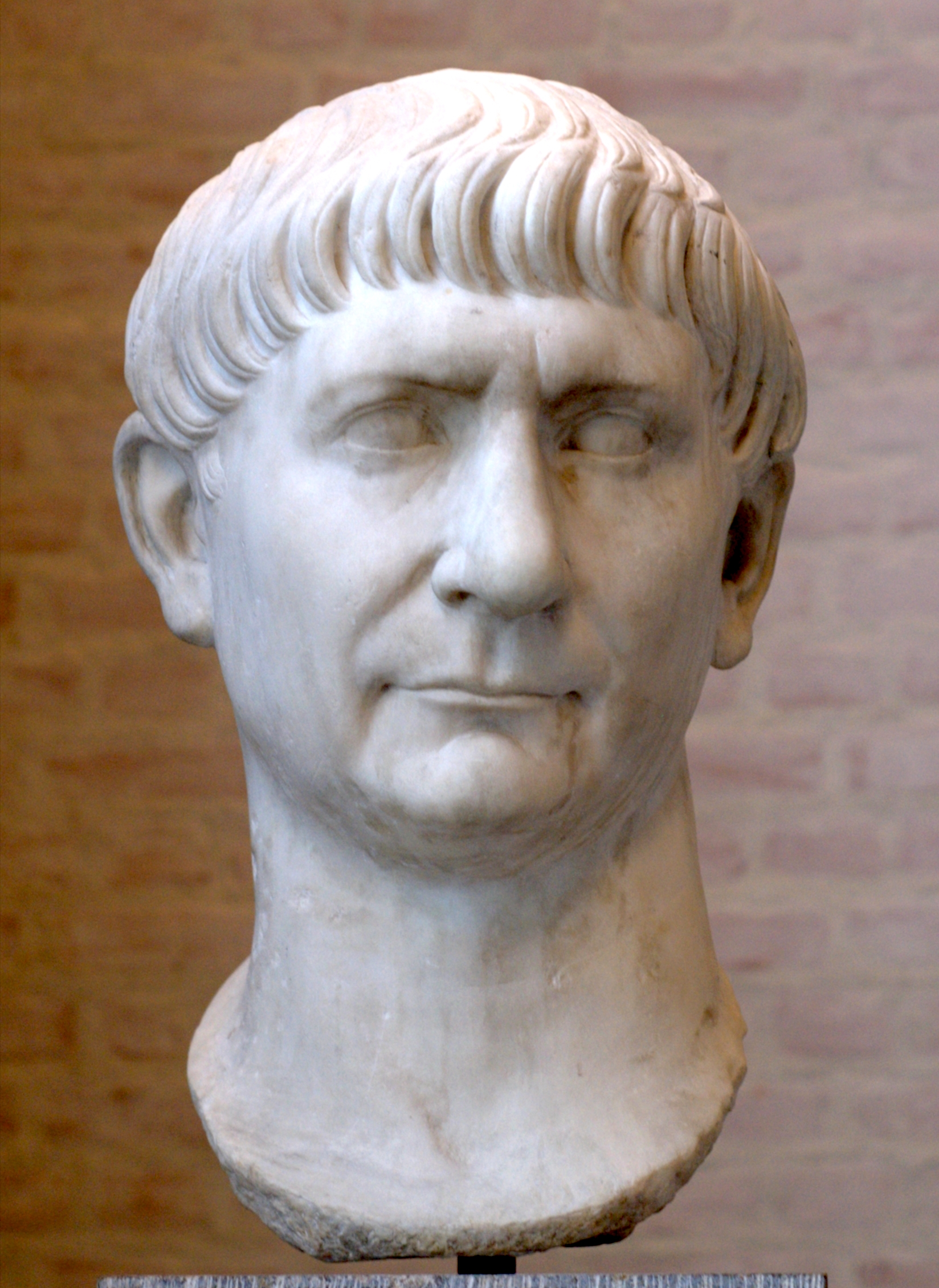
Римський імператор Траян

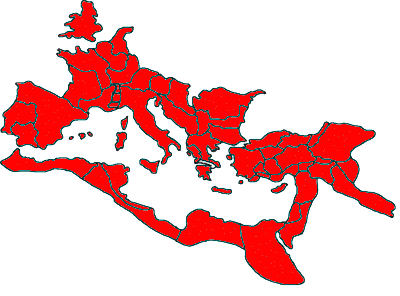
Римська імперія в 117 році.

### Римська імперія
- Консулами Римської імперії були Квінт Аквіла Нігер і Марк Ребіл Апроніан.
- Підкорені Траяном землі охопило загальне повстання, що поширилося аж до Кіпру.
- В Киренаїці повстали юдеї.
- Тривала облога Траяном міста Атри не мала успіху.
- У серпні Траян помер у Кілікії, у Селевкії Ісаврійській, на зворотному шляху до Італії. Він усиновив та призначив наступником Адріана, який раніше був призначений легатом та консулом на 118 рік.
- 11 серпня римським імператором став Адріан — уродженець Іспанії, був легатом Сирії, проводив інтенсивне будівництво укріплень на кордонах імперії.
- Адріан відмовився від східних завоювань Траяна. Рим втратив Месопотамію. Приєднано Софену, Осроену та Забдіцену.
- На кордони Риму нападали маври, сармати.
- Відбулися заворушення в Британії, Єгипті, Лівії, Палестині.

### Хунну
- Финхеу, шаньюй декількох родів відкололися від південного Хунну; був розбитий сяньбі, його люди втекли до північних хунну.

## Померли
- 8/9 серпня — Марк Ульпій Нерва Траян, римський імператор з династії Антонінів.